# Resolución 100 del Consejo de Seguridad de las Naciones Unidas
La Resolución 100 del Consejo de Seguridad de las Naciones Unidas fue adoptada por unanimidad el 27 de octubre de 1953. Después de recibir un informe del Jefe de Estado Mayor de la Organización de las Naciones Unidas para la Supervisión de la Tregua en Palestina, el Consejo consideró deseable que se suspendiera el trabajo en la zona desmilitarizada. El Consejo dijo además que confiaba en el Jefe de Gabinete del GRT para informarle sobre el cumplimiento de ese compromiso.